# Agropolis International
 (août 2017).
Si vous disposez d'ouvrages ou d'articles de référence ou si vous connaissez des sites web de qualité traitant du thème abordé ici, merci de compléter l'article en donnant les références utiles à sa vérifiabilité et en les liant à la section « Notes et références ».
Agropolis International est une association loi de 1901 créée à Montpellier en 1986 par Louis Malassis et les établissements de recherche et d'enseignement supérieur de Montpellier impliqués dans les champs thématiques de l’agriculture, de l’alimentation, de la biodiversité, et de l’environnement.

## Présentation
En Occitanie, l'association Agropolis International constitue un espace original de concertation et de construction multi-acteur. Elle rassemble aujourd’hui plus de 40 membres institutionnels : organismes académiques, pouvoirs publics et organisations de la société civile. Sa force repose
sur son socle scientifique régional particulièrement riche et internationalement reconnu dans les domaines de l’agriculture, de l’alimentation, de la biodiversité et de l’environnement, largement ouvert aux problématiques des pays du Sud.
L’association ambitionne de devenir un portail dédié au partage et à la médiation  des connaissances développées par les organismes académiques implantés en Occitanie, ouvert sur la région, la France et l’international, autour du nexus agriculture-alimentation-environnement. Pour cela, l’association continuera, comme elle l’a toujours fait, à accompagner les initiatives et projets collectifs de ses membres, afin de faciliter les échanges au sein des communautés scientifiques ; stimuler le dialogue sciences-sociétés ; soutenir les politiques publiques.
Au cœur du campus Agropolis à Montpellier, l’association dispose de locaux, bureaux et salles (de 10 à 200 places) dotées
d’équipements audiovisuels performants. Elle héberge ainsi différentes structures et accueille tout au long de l’année
un grand nombre de réunions et évènements nationaux et internationaux.

## Publications
Agropolis International publie la série des « dossiers d’Agropolis International » dans le cadre de sa mission de promotion des compétences de la communauté scientifique. Chacun de ces dossiers est consacré à une grande thématique scientifique. On peut y trouver une présentation synthétique et facile à consulter de tous les laboratoires, équipes et unités de recherche présents dans l’ensemble des établissements d’Agropolis International et travaillant sur la thématique concernée.
Chacun de ces dossiers, véritable annuaire des compétences, est consacré à une grande thématique scientifique.
Derniers numéros : "Santé globale - Homme, animal, plantes, environnement : pour des approches intégrées de la santé" (2019), "Sciences marines et littorales en Occitanie" (2018) ; « Systèmes complexes de la biologie aux territoires (juin 2018) » ;  « Vigne et Vin (novembre 2015) » ; « Agricultures familiales (février 2014) ».